# Xenillus neonominatus
Xenillus neonominatus är en kvalsterart som beskrevs av Subías 2004. Xenillus neonominatus ingår i släktet Xenillus och familjen Xenillidae. Inga underarter finns listade i Catalogue of Life.